# Against the Wind (песня Бонни Тайлер)
«Against the Wind» (с англ. — «Против ветра») — песня, записанная валлийской певицей Бонни Тайлер для её восьмого студийного альбома Bitterblue. Она была написана Дитером Боленом, который спродюсировал песню вместе с Луисом Родригесом. Песня была выпущена лейблом Hansa Records в 1991 году как второй сингл, после заглавного трека альбома. Пеня имела коммерческий успех в Европе, войдя в топ-40 чартов Германии и Австрии.

## Список композиций
- 7" single

1. «Against the Wind» (Radio Mix) — 3:37
2. «Against the Wind» (Instrumental) — 3:37

- CD / 12" single

1. «Against the Wind» (Radio Mix) — 3:41
2. «Against the Wind» (Long Version) — 5:07
3. «Against the Wind» (Instrumental) — 3:41

## Чарты
| Чарт (1991)                     | Пиковая позиция |
| ------------------------------- | --------------- |
| Австрия (Ö3 Austria Top 40)     | 13              |
| Германия (Offizielle Top 100)   | 36              |
| Германия (Airplay Charts)       | 48              |
| Норвегия (VG-lista)             | 15              |
| Швейцария (Schweizer Hitparade) | 15              |